# Гулхани (Раштский район)
Гулхани́ (бывш. Булькос; тадж. Гулханӣ) — село в Раштском районе Таджикистана. Входит в состав сельской общины (джамоата) Аскалон. Расстояние от села до центра района (пгт Гарм) — 11 км, до центра джамоата (село Додбахт) — 3 км. Население — 508 человек (2017 г.), таджики. Население в основном занято сельским хозяйством. 